# 1948 en Belgique
Chronologie de la Belgique
- 1944
- 1945
- 1946
- 1947
- 1948
- 1949
- 1950
- 1951
- 1952

Cette page recense des événements qui se sont produits durant l'année 1948 en Belgique.

## Chronologie
- 1er janvier : entrée en vigueur du Benelux, union douanière entre la Belgique, le Luxembourg et les Pays-Bas[1].
- 17 mars : signature du traité de Bruxelles, alliance défensive entre la France, le Royaume-Uni, la Belgique, les Pays-Bas et le Luxembourg.
- 27 mars : Loi du 27 mars 1948 relative au droit de vote des femmes aux chambres législatives.
- 3 mai : création du Centre Harmel, ayant pour but d'étudier les problèmes linguistiques, sociaux et culturels belges et dont les conclusions mèneront à la création de la frontière linguistique, le 8 novembre 1962.
- 8 septembre : consécration de la nouvelle abbatiale de l'abbaye d’Orval, dans la province belge du Luxembourg.

## Culture

### Bande dessinée
- Les Sept Boules de cristal.

### Littérature
- Prix Victor-Rossel : Nelly Kristink, Le Renard à l'anneau d'or.

## Sciences
- Prix Francqui :
  - Léon H. Dupriez (économie, UCL).
  - Marc de Hemptinne (spectroscopie moléculaire, UCL).
  - Zénon Bacq (physiopathologie, ULg).
  - Pol Swings (spectroscopie, ULg).
  - Jean Brachet (biophysique, ULB).

## Naissances
- 14 mars : Philippe Maystadt, homme politique.